# Ferry County
Ferry County ist ein County im Bundesstaat Washington der Vereinigten Staaten mit 7178 Einwohnern laut dem United States Census 2020. Der Sitz der Countyverwaltung (County Seat) befindet sich in Republic.

## Geographie
Das County hat eine Fläche von 5847 Quadratkilometern; davon sind 139 Quadratkilometer (2,73 Prozent) Wasserflächen.

## Geschichte
Das Ferry County wurde am 21. Februar 1899 aus Teilen des Stevens County gebildet. Benannt wurde es nach Elisha P. Ferry, dem ersten Gouverneur des Bundesstaates Washington.

## Demografische Daten

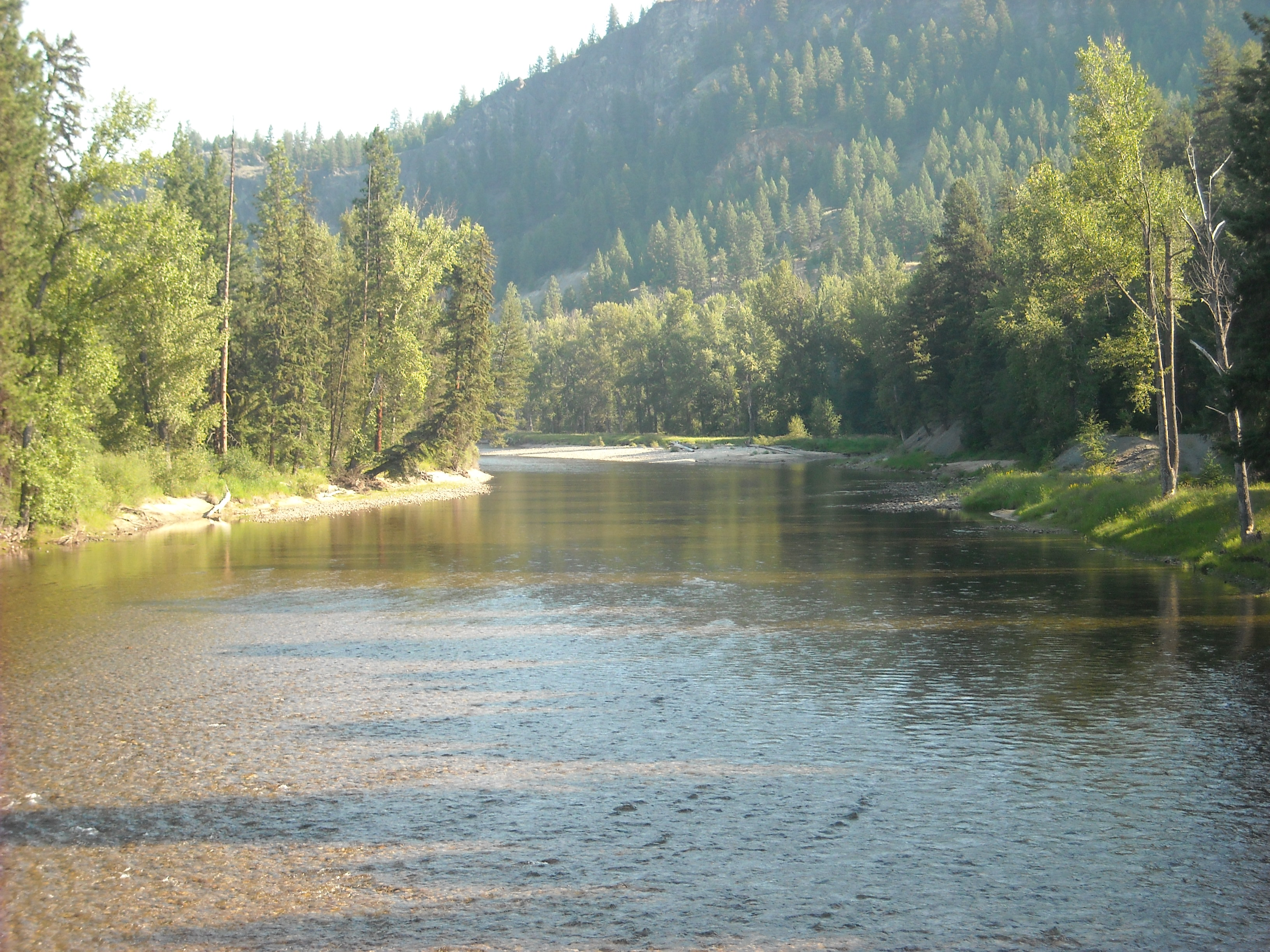
Der Kettle River

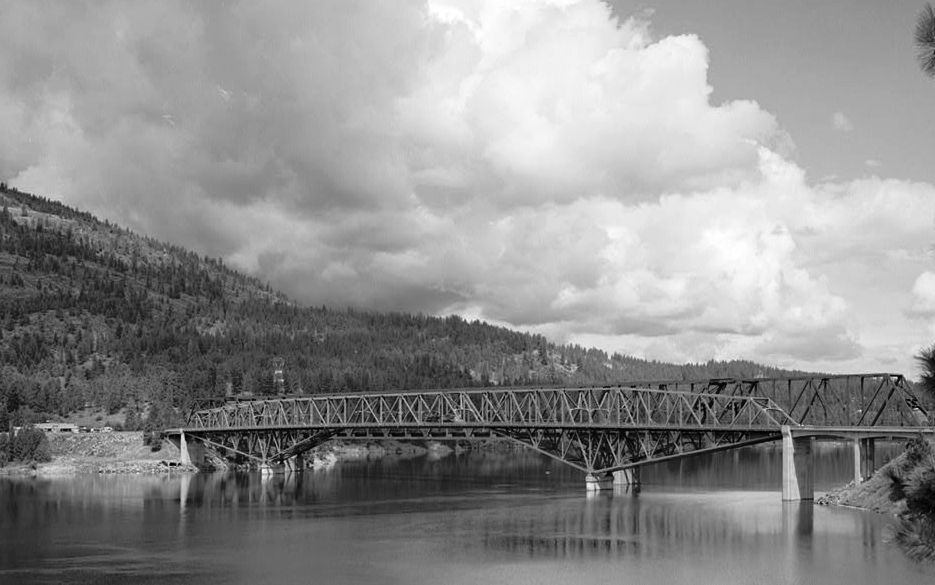
Die Columbia River Bridge, gelistet im NRHP

Nach der Volkszählung im Jahr 2000 lebten im County 7.260 Menschen. Es gab 2.823 Haushalte und 1.987 Familien. Die Bevölkerungsdichte betrug 1 Einwohner pro Quadratkilometer. Ethnisch betrachtet setzte sich die Bevölkerung zusammen aus 75,48 % Weißen, 0,21 % Afroamerikanern, 18,28 % amerikanischen Ureinwohnern, 0,29 % Asiaten, 0,06 % Bewohnern aus dem pazifischen Inselraum und 2,23 % aus anderen ethnischen Gruppen; 3,46 % stammten von zwei oder mehr ethnischen Gruppen ab. 2,82 % der Bevölkerung waren spanischer oder lateinamerikanischer Abstammung.
Von den 2.823 Haushalten hatten 30,10 % Kinder und Jugendliche unter 18 Jahre, die bei ihnen lebten. 54,70 % waren verheiratete, zusammenlebende Paare, 10,20 % waren allein erziehende Mütter. 29,60 % waren keine Familien. 24,80 % waren Singlehaushalte und in 9,10 % lebten Menschen im Alter von 65 Jahren oder darüber. Die Durchschnittshaushaltsgröße betrug 2,49 und die durchschnittliche Familiengröße lag bei 2,95 Personen.
Auf das gesamte County bezogen setzte sich die Bevölkerung zusammen aus 26,90 % Einwohnern unter 18 Jahren, 7,60 % zwischen 18 und 24 Jahren, 23,40 % zwischen 25 und 44 Jahren, 29,50 % zwischen 45 und 64 Jahren und 12,60 % waren 65 Jahre alt oder darüber. Das Durchschnittsalter betrug 40 Jahre. Auf 100 weibliche Personen kamen 107,70 männliche Personen, auf 100 Frauen im Alter ab 18 Jahren kamen statistisch 105,20 Männer.
Das jährliche Durchschnittseinkommen eines Haushalts betrug 30.388 USD, das Durchschnittseinkommen der Familien betrug 35.691 USD. Männer hatten ein Durchschnittseinkommen von 32.103 USD, Frauen 23.371 USD. Das Prokopfeinkommen betrug 15.019 USD. 19,00 % der Bevölkerung und 13,30 % der Familien lebten unterhalb der Armutsgrenze. 20,40 % davon waren unter 18 Jahre und 10,30 % waren 65 Jahre oder älter.

## Orte
- Barstow
- Boyds
- Covada
- Curlew
- Danville
- Dulwich
- Goldstake
- Harter
- Impach
- Inchelium
- Karamin
- Keller
- Kewa
- Laurier
- Malo
- Meteor
- Orient
- Pollard
- Republic
- Torboy
- Toroda
- West Fork